# St. Barbara (Lupburg)

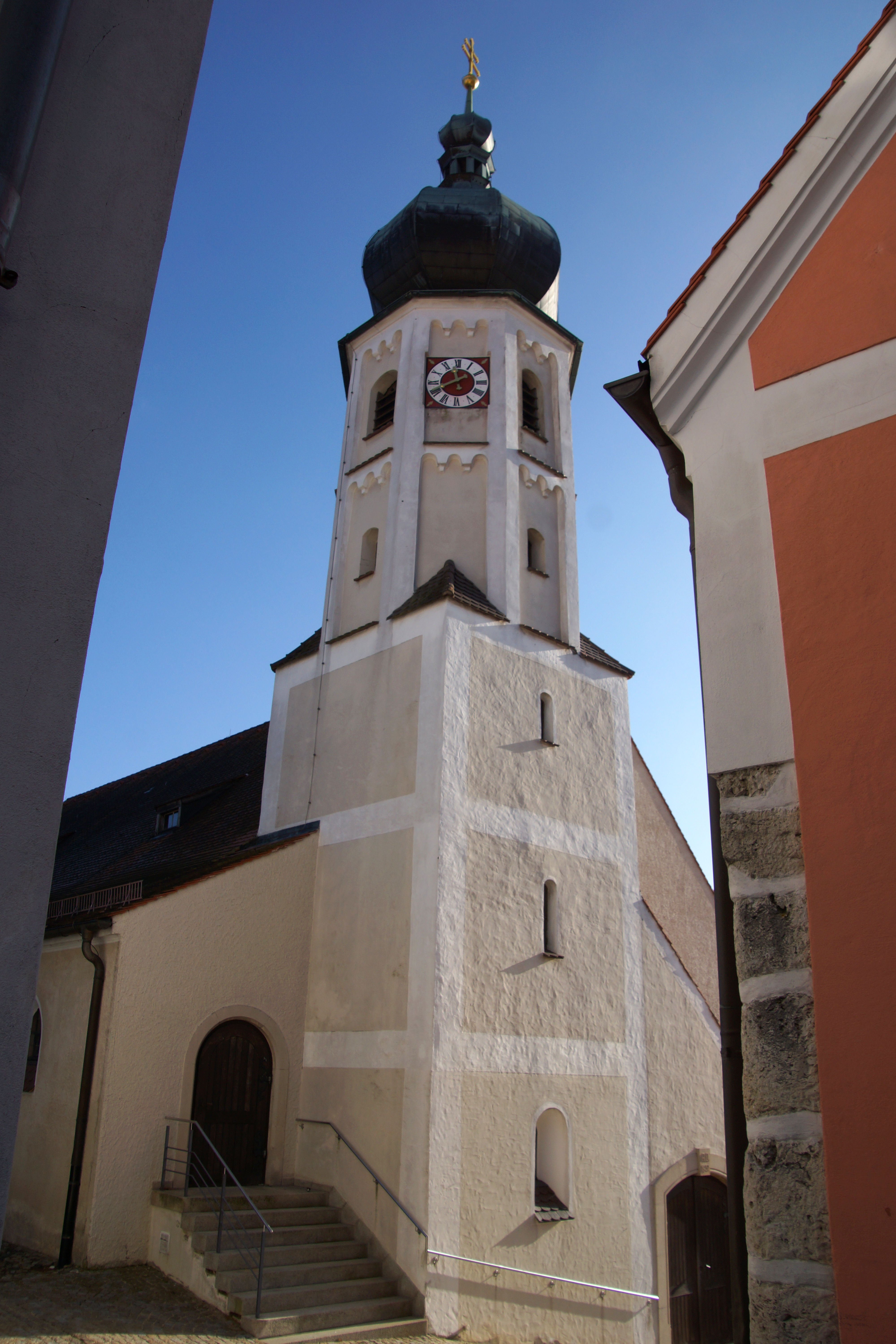
St. Barbara (Lupburg)

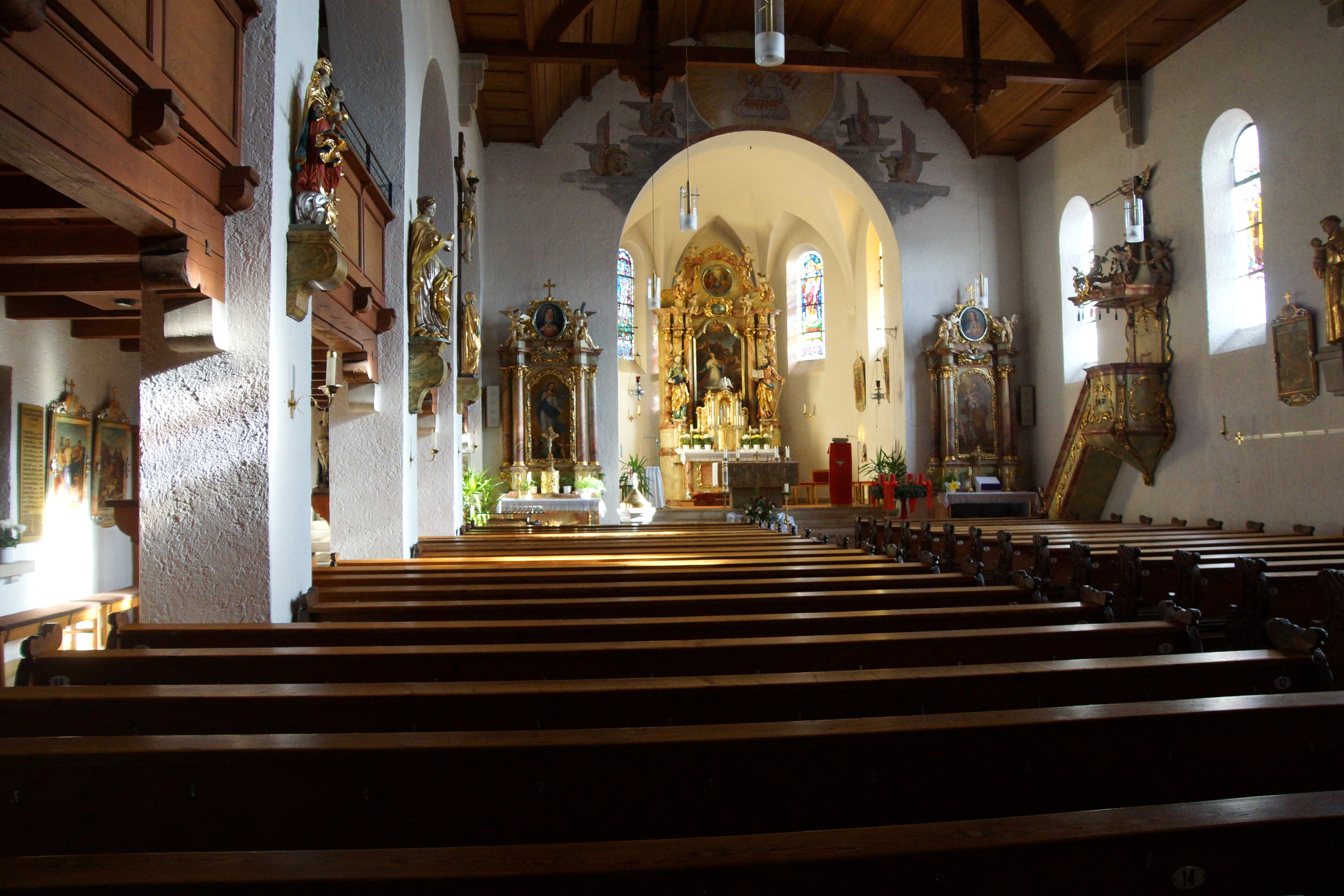
Innenansicht

Die römisch-katholische, denkmalgeschützte Pfarrkirche St. Barbara steht in Lupburg, einem Markt im Landkreis Neumarkt in der Oberpfalz. Die Kirche gehört zum Dekanat Laaber-Regenstauf des Bistums Regensburg. Das Bauwerk ist unter der Denkmalnummer D-3-73-143-10 als Baudenkmal in die Bayerische Denkmalliste eingetragen.

## Beschreibung
Die 1937 erneuerte Hallenkirche besteht aus einem Hauptschiff und einem nördlichen Seitenschiff, einem eingezogenen, dreiseitig geschlossenen Chor im Osten, und einem im Kern 1599 gebauten Kirchturm im Westen, der um zwei achteckige Geschosse aufgestockt, mit Bogenfriesen unterteilt und mit einer Zwiebelhaube bedeckt wurde, die mit einer Laterne bekrönt wurde. Das oberste Geschoss beherbergt die Turmuhr und den Glockenstuhl.
Das Hauptschiff ist im Innern mit einem hölzernen Tonnengewölbe überspannt, das in die Dachkonstruktion integriert ist. Zur Kirchenausstattung gehört ein 1788 gebauter, mit Rocaille verzierter Hochaltar, der von Statuen der Apostelfürsten Peter und Paul flankiert wird. Auf dem Altarretabel ist die heilige Barbara dargestellt. Die Orgel wurde 2009 von Josef Maier als Opus 63 gebaut.